# رق (جلد كتابة)

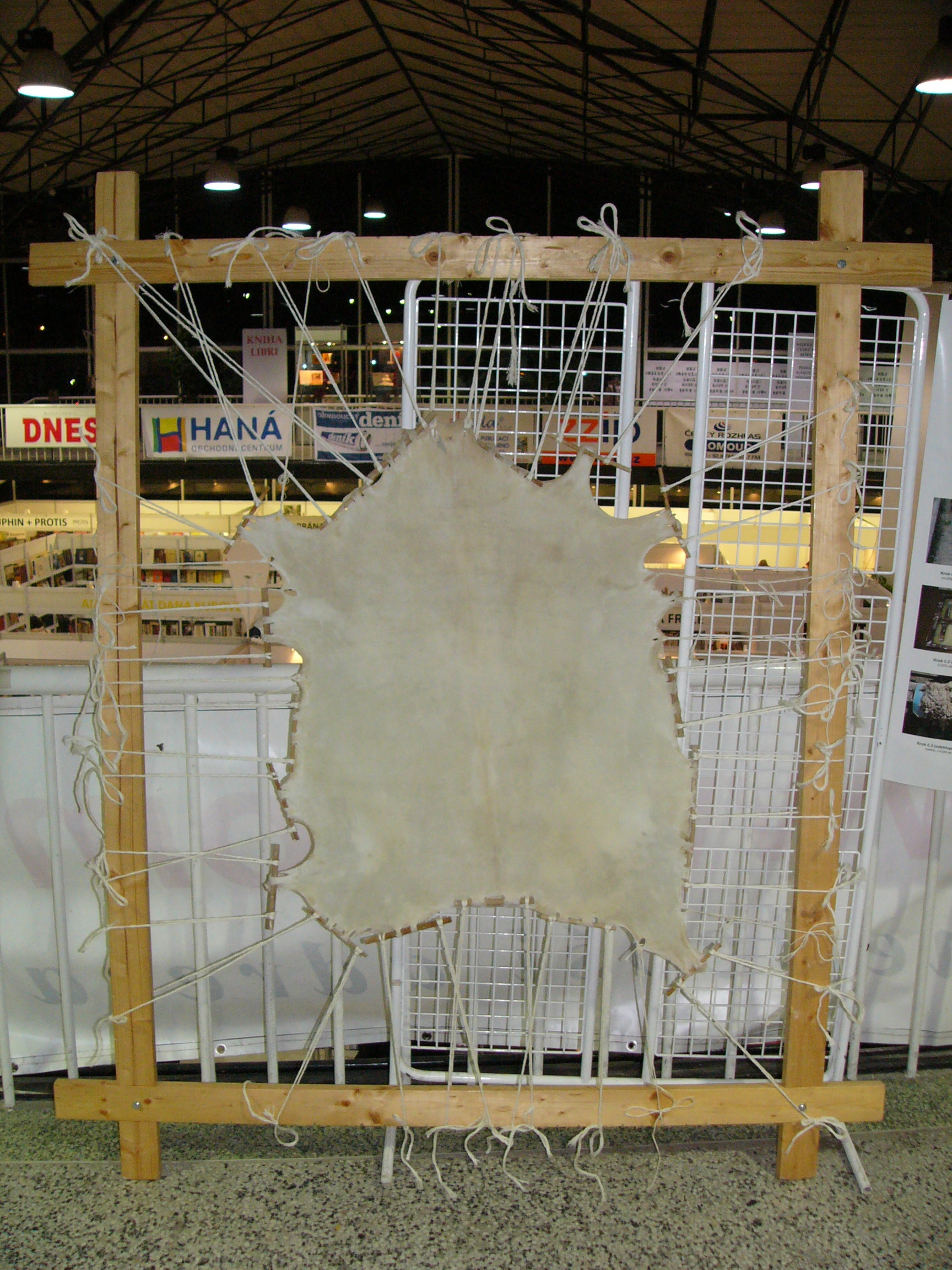
نوع برشمان من أوروبا الوسطى مصنوعًا من جلد الماعز ومشدودًا على إطار خشبي.

الرَّقّ  أو ورق بَرْشُمان أو البَرْشُمان (بالإنجليزية: Parchment)‏ هو مادة مصنوعة من جلد البقر أو الحيوانات الأخرى، ويتم تصنيعها خصيصًا للكتابة عليها. هي أكثر تحملًا للاستعمال من أوراق البردي، وأكثر قابلية للطي على هيئة كتاب. قل استخدامها بعد ظهور الطباعة في أوروبا. وكانت الجلود تنقع في الماء، وينزع عنها الشعر باستخدام الحجر الجيري، ثم تدخل عملية تنظيف لإزالة البشرة واللحم مع بقاء أدمة باطن الجلد وتكشط وتغسل وتشد وتجفف وتدعك بالطباشير حتى يتم الحصول على الأوراق اللازمة لصنع كتاب أو تعويذة أو اللفافات، التي عُرفت منذ القِدم. وفي المحفوظات الهامة كان يستخدم نوع من جلود الحمل. وما زالت الجلود تستخدم في بعض الوثائق والشهادات، وفي تجليد الكتب، وأغطية المصابيح، والطبول والدفوف. وجاء أصل تلك الكلمة من مدينة بيرغامون أو بيرغاموم، حيث كان يعتقد بوجود إنتاج كبير ذي جودة عالية منه في المدينة، على الرغم من أنه في الواقع كان وجوده يرجع إلى الفترة السابقة لمدينة بيرغامون.